# Feed tha Streets II
Feed tha Streets II è il secondo mixtape del rapper statunitense Roddy Ricch, pubblicato il 2 novembre 2018 da Atlantic Records e Bird Vision Entertainment.

## Descrizione
Il mixtape include i singoli Die Young e Every Season, che hanno raggiunto rispettivamente la novantanovesima e la centosettesima posizione della classifica statunitense. È il sequel del mixtape Feed tha Streets, pubblicato nel 2017, mentre Feed tha Streets III dovrebbe essere distribuito nel 2022.

## Tracce
1. Feed tha Streets 2 (Intro) – 2:49
2. Faces – 1:49
3. Nascar – 2:59
4. Die Young – 2:37
5. Cream – 2:48
6. Can't Express – 2:48
7. Area Codes – 2:55
8. Brand New – 2:55
9. Down for Real – 3:18
10. Every Season – 3:34
11. Down Below – 3:48
12. Day One (Outro) – 2:41

## Classifiche

### Classifiche settimanali
| Classifica (2018-19) | Posizione massima |
| -------------------- | ----------------- |
| Canada               | 84                |
| Paesi Bassi          | 67                |
| Regno Unito          | 86                |
| Stati Uniti          | 67                |

### Classifiche di fine anno
| Classifica (2019) | Posizione |
| ----------------- | --------- |
| Stati Uniti       | 110       |